# USS Zebra (AKN-5)
USS Zebra (AKN-5) – amerykański okręt pomocniczy typu Indus. 
Stępkę okrętu położono 18 marca 1943 roku jako jednostki typu Liberty SS „Matthew Lyon” (MCE hull 535) w stoczni Permanente Metals Corporation - Richmond No. 1 Yard w Richmond (Kalifornia). Zwodowano go 11 kwietnia 1943 roku, matką chrzestną była żona Harry’ego H. Feldhahna. Jednostka została dostarczona do War Shipping Administration 26 kwietnia 1943 roku.
Po okresie służby na Pacyfiku został silnie uszkodzony przez japoński okręt podwodny I-11. Gdy sądzono, że zostanie zezłomowany, oficer US Navy zaproponował by wykorzystać jednostkę jako obsługująca sieci zaporowe (ang. net cargo ship). 1 października 1943 roku wszedł do służby jako „Zebra” (IX-107). Zakończone sukcesem próby zaowocowały pełną konwersją do nowego rodzaju służby. 15 lutego 1944 roku okręt otrzymał oznaczenie AKN-5, a 27 lutego 1944 roku okręt wszedł do służby, gdy znajdował się w suchym doku w Espiritu Santo. Pierwszym dowódcą został Lt. Comdr. Robert D. Abernethy, USNR.
Po II wojnie światowej okresy służby przeplatał okresami pozostawania w rezerwie.
Wycofany ze służby 21 stycznia 1946 roku, został oddany War Shipping Administration. Skreślony z listy jednostek floty 7 lutego 1946 roku.